# 未恋〜かくれぼっちたち〜
『未恋〜かくれぼっちたち〜』（みれん かくれぼっちたち）は、2025年1月10日（9日深夜）から3月14日（13日深夜）まで関西テレビ「カンテレ×FODドラマ」枠で放送されたテレビドラマ。

## キャスト

### 主要人物
高坂健斗（こうさか けんと）
演 - 伊藤健太郎
三蜂社のマンガ誌「コミックブーン」の編集者。
鈴木みなみ（すずき みなみ）
演 - 愛希れいか
「コミックブーン」の派遣社員。シングルマザー。新人賞を受賞した経歴ある元小説家。旧姓：柿沼。
深田ゆず（ふかだ ゆず）
演 - 弓木奈於（乃木坂46）（中学時代：太田結乃）
健斗が担当する売れっ子アイドルマンガ家。

### コミックブーン
星たける（ほし たける）
演 - 鈴木大河（IMP.）
編集者。新卒1年目。
溜池百恵（ためいけ ももえ）
演 - 氏家恵
健斗の同僚で編集者。
北浜修二（きたはま しゅうじ）
演 - 藤本悠輔
健斗の同僚で編集者。
長井篤子（ながい あつこ）
演 - 伊勢佳世
副編集長。
堂島貞一（どうじま ていいち）
演 - 金井勇太
編集長。
社長
演 - 佐戸井けん太
三蜂社の社長。

### その他
沖一平（おき いっぺい）
演 - 森永悠希
健斗のよき相談相手。
桔川悠（きっかわ ゆう）
演 - 松下優也（第4話 - ）
ライバル出版社「光学社」の漫画雑誌「ブリエ」の副編集長。
本島りん（もとしま りん）
演 - 外原寧々
新人マンガ家。
貫井（ぬくい）
演 - 遠山俊也
マンガ家。

## スタッフ
- 脚本 - 吉田ウーロン太、石黒麻衣、木村淳、中林佳苗[1]
- プロデューサー・監督 - 木村淳（関西テレビ）[1]
- 監督 - 髙山浩児（メディアプルポ）、中村剛[1]
- 音楽 - 秦コータロー
- 主題歌 - リュックと添い寝ごはん「灯火」（Speedstar Records / Victor Entertainment）[3]
- オープニング曲 - チョーキューメイ「未恋」（神宮前レコード / Victor Entertainment）[3]
- 取材協力 - 隅野義之介（新潮社コミックバンチkai）[4]
- 漫画協力 - 蒼凪そう[5]、伏見茂樹[6]、宝塚大学東京メディア芸術学部
- イラスト協力 - 帯屋ミドリ、はっとりみつる[7]、なかはら★ももた[8]
- プロデューサー - 岡﨑優、松本拓也、神山明子
- 制作協力 - メディアプルポ[1]
- 制作 - 関西テレビ、博報堂DYメディアパートナーズ[1]

## 放送日程
| 話数   | 放送日  | サブタイトル                                                    | 脚本           | 監督     |
| ------ | ------- | --------------------------------------------------------------- | -------------- | -------- |
| 第1話  | 1月10日 | 編集者が、"売れっ子漫画家"と同棲はマズイですか?                 | 吉田ウーロン太 | 木村淳   |
| 第2話  | 1月17日 | いつまでも"忘れられないひと"はいますか?                         | 吉田ウーロン太 | 木村淳   |
| 第3話  | 1月24日 | "普通のしあわせ"って、どんなしあわせですか?                     | 吉田ウーロン太 | 髙山浩児 |
| 第4話  | 1月31日 | 隣にいるのに、触れているのに、"ぼっち"を感じることはないですか? | 木村淳         | 髙山浩児 |
| 第5話  | 2月07日 | 好きなことを仕事にできていますか?                               | 石黒麻衣       | 木村淳   |
| 第6話  | 2月14日 | 大切なひとだから、リセットするって意味わかりますか?             | 吉田ウーロン太 | 髙山浩児 |
| 第7話  | 2月21日 | "好き"の気持ちに素直に向き合えていますか?                       | 石黒麻衣       | 中村剛   |
| 第8話  | 2月28日 | やらない理由を探していませんか?                                 | 中林佳苗       | 髙山浩児 |
| 第9話  | 3月07日 | 夢…諦めてもいいですか?                                          | 吉田ウーロン太 | 木村淳   |
| 最終話 | 3月14日 | ようやく"恋"はじめてみてもいいですか?                           | 吉田ウーロン太 | 木村淳   |

## 放送局
| 放送期間                | 放送時間                     | 放送局     | 対象地域   | 備考   |
| ----------------------- | ---------------------------- | ---------- | ---------- | ------ |
| 2025年1月10日 - 3月14日 | 金曜 0:25 - 0:55（木曜深夜） | 関西テレビ | 近畿広域圏 | 製作局 |
|                         | 金曜 2:25 - 2:55（木曜深夜） | フジテレビ | 関東広域圏 |        |